# Jérémy Cadot
Jérémy Georges Émile Cadot (ur. 7 listopada 1986 w Lens) – francuski florecista, srebrny medalista olimpijski i dwukrotny medalista mistrzostw świata.
W 2006 roku zdobył srebrne medale indywidualnie i drużynowo na mistrzostwach świata juniorów w Taebaek.
Wystartował na igrzyskach olimpijskich w Rio de Janeiro w 2016 roku, gdzie reprezentanci Francji w składzie: Jérémy Cadot, Enzo Lefort, Erwann Le Péchoux i Jean-Paul Tony Helissey wywalczyli srebrny medal drużynowo. W rywalizacji indywidualnej zajął tam osiemnastą pozycję.
Podczas mistrzostw świata w Budapeszcie w 2013 roku Cadot, Le Péchoux, Lefort i Marcel Marcilloux zdobyli brązowy medal w turnieju drużynowym. W tej samej konkurencji zdobył także brąz na mistrzostwach świata w Lipsku (2017). Był też między innymi czwarty drużynowo i siódmy indywidualnie na mistrzostwach świata w Moskwie (2015). 
Zdobył drużynowo złoty medal na mistrzostwach Europy w Montreux (2015). Ponadto na mistrzostwach Europy w Tbilisi dwa lata później wywalczył złoto drużynowo i brąz indywidualnie.